# Шарлотта Вільгельміна Саксен-Кобург-Заальфельдська
Шарлотта Вільгельміна Саксен-Кобург-Заальфельдська (нім. Charlotte Wilhelmine von Sachsen-Coburg-Saalfeld, 14 червня 1685 — 5 квітня 1767) — принцеса Саксен-Кобург-Заальфельдська з династії Веттінів, донька герцога Саксен-Кобург-Заальфельду Йоганна Ернста та саксен-мерзебурзької принцеси Софії Ядвіґи, друга дружина графа Ганау-Мюнценбергу Філіпа Рейнхарда.

## Біографія
Народилась 14 червня 1685 року у Кобурзі. Була третьою дитиною та другою донькою з виживших у родині герцога Саксен-Заальфельду Йоганна Ернста та його першої дружини Софії Ядвіґи Саксен-Мерзебурзької. Мала старшу сестру Крістіану Софію та брата Крістіана Ернста.
Мати померла у пологах, коли Шарлотті Вільгельміні було трохи більше року. Батько за кілька років оженився вдруге із графинею Вальдек-Вільдунгенською Шарлоттою Йоганною. Від цього союзу принцеса мала шестеро єдинокровних сиблінгів, які досягли дорослого віку.

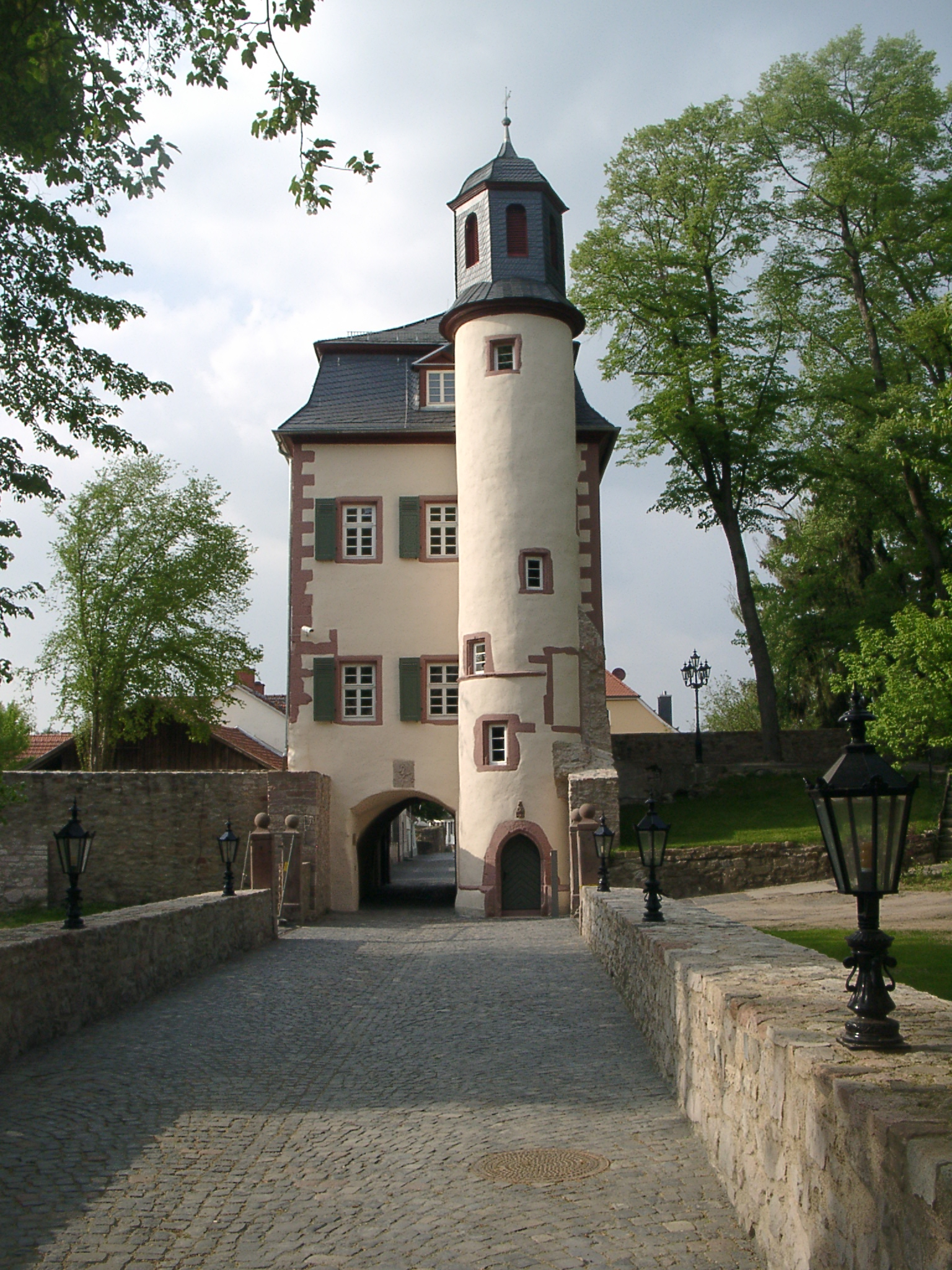
Замок Бабенхаузен

У 1699 році батько захопив кобурзькі землі, які раніше належали його брату Альбрехту, що помер, не залишивши нащадків. Втім, його інший брат Бернхард I оголосив про свої претензії щодо цих територій, що призвело до тривалої тяжби.
Шарлотта Вільгельміна у віці 20 років була видана заміж за 41-річного правлячого графа Ганау-Мюнценбергу Філіпа Рейнхарда. Весілля відбулося 26 грудня 1705 у Кобурзі. Посаг нареченої становив 18 000 гульденів. Для нареченого це був другий шлюб. Після смерті першої дружини він був заручений з її фрейліною, однак родина та радники графа виступили проти цього союзу. Дітей у подружжя не народилося.
Основним місцем проживання пари слугував міський замок Ганау. Літньою резиденцією був новий замок Філіпсруе.
У жовтні 1712 року Філіп Рейнхард пішов з життя. Графство перейшло до його молодшого брата Йоганна Рейнхарда III, який об'єднав його з Ганау-Ліхтенбергом. Удовиною резиденцією Шарлотти Вільгельміни став замок Бабенхаузен.
У 1736 році Йоганн Рейнхард III помер. Графство Ганау було поділене між Гессен-Касселем і Гессен-Дармштадтом, втім амт Бабенхаузен став причиною тривалої суперечки між ними.
Шарлотта Вільгельміна померла останньою зі своїх братів і сестер, 5 квітня 1767 року в Ганау. Була похована 11 квітня у родинній крипті в місцевій Йоханнескріхе.